# Cândido Rodrigues
Cândido Rodrigues este un oraș în São Paulo (SP), Brazilia.